# Karen Russell
Karen Russell (Miami, 10 de julio de 1981) es una novelista y escritora de historias breves de nacionalidad estadounidense. Su primera novela, Swamplandia!, fue finalista del Premio Pulitzer de Obras de Ficción de 2012, el cual quedó desierto porque ninguno de los finalistas reunió los suficientes votos del jurado. En el 2013 recibió una beca Genius Grant de la Fundación MacArthur, y está considerada una de las mejores novellistas americanas del momento.

## Obra literaria
- St. Lucy's home for girls raised by wolves. Knopf, 2006. ISBN 978-0-307-26398-8.
- Swamplandia! Alfred A. Knopf. ISBN 978-0-307-26399-5.
- Vampires in the lemon grove stories Alfred A. Knopf, 2013. ISBN 978-0-307-96108-2.